# 古巴共和国主席
古巴共和国主席（西班牙語：Presidente de la República de Cuba），中文通称古巴國家主席，是古巴的国家元首。自2019年公投通过新宪法后开始设立，取代之前国务委员会主席的职务。根据2019年通过的新宪法，古巴国家主席是独立于国务委员会外的国家元首职务，任期为五年一届，可以连任一次。2019年7月13日，古巴第九届全国人民政权代表大会第三次会议通过新的《选举法》，确定古巴将设立国家主席和政府总理的职位，国家主席由全国人大选举产生，总理则由国家主席提名后，经全国人大表决任命。首任古巴共和国主席于2019年10月10日选举产生，古巴國務委員會主席兼部長會議主席米格尔·迪亚斯-卡内尔當選古巴共和國主席。

## 职权
古巴共和国主席职权：
- 根据全国人民政权代表大会的决定公布宪法、法律。
- 领导古巴革命武装力量，担任国防委员会主席。
- 向全国人民政权代表大会提请对国家副主席、政府总理、最高人民法院院长、最高人民检察院院长的任命和罢免，向全国人民政权代表大会提交国防委员会、国务委员会、部长会议成员名单。
- 根据全国人民政权代表大会或常务委员会的决议，进行政府副总理、部长会议、国务委员会及政府以外的成员之任命和罢免。
- 根据全国人民政权代表大会或常务委员会的决议，宣布战争状态。
- 根据全国人民政权代表大会或常务委员会的决议，发布总动员令及部分动员令，宣布全国及特定地区的紧急状态。
- 任命和罢免最高人民法院副院长、最高人民检察院副院长。
- 對高级将校、外交官、其他职位和阶级的官吏，授予勋奖章、纪念章、国家的荣誉及通令嘉奖。
- 进行驻外全权大使的任命和召回，接受外国的大使。代表古巴共和国，在与他国的最高领导人之间进行国际条约的谈判及缔结。国家主席签订的国际条约需受到全国人民政权代表大会的批准方得生效。
- 授予或剥夺公民的古巴共和国国籍。
- 根据全国人民政权代表大会或全国人民政权代表大会常务委员会的决议，宣布大赦。
- 给予特赦。
- 向全国人民政权代表大会提交法律方案。
- 依职权颁布命令及决定。
- 有出席全国人民政权代表大会会议的资格。
- 承担宪法或法律赋予的所有其他职责。

## 历史
古巴國家元首原稱古巴總統（Presidente de Cuba），是古巴從1902年至1976年的國家元首職稱，自1976年被廢除，被國務委員會主席一職取代。1902年古巴共和國從美國獨立，實行總統制，埃斯特拉達·帕爾馬為首任總統。1959年菲德爾·卡斯特羅領導的古巴革命推翻親美獨裁總統富爾亨西奧·巴蒂斯塔，建立社會主義國家，卡斯特羅出任古巴總理掌握實權，奧斯瓦爾多·托拉多出任名義上的總統。1976年古巴仿效同屬共產主義陣營的華沙條約國家制度，廢除總統職務，改設全國人民政權代表大會的常設機關國務委員會作為國家元首機關，國務委員會主席為集體元首代表。同時總理職務也仿效蘇聯，改稱部長會議主席。
古巴國務委員會主席（Presidente del Consejo de Estado）是全國人民政權代表大會常設機關國務委員會的領導人，1976年至2019年間曾为古巴共和國的國家元首。
古巴在1976年废除總統制之后至2019年设立国家主席之前，國務委員會為國家元首機關，國務委員會主席作为集體元首代表行使国家元首职权。1976年后，仍有部分中文媒体將職務名稱翻譯為「古巴總統」。1976年至2019年间的三任主席均兼任古巴部長會議主席（Presidente del Consejo de Ministros），同時行使政府首腦的職權，兩個職務的任期同為一屆五年，由全國人民政權代表大會選舉產生。2018年以前，該職由古巴共產黨最高負責人，中央委員會第一書記兼任。首任主席是菲德尔·卡斯特罗，首任非中央委員會第一書記兼任的国务委员会主席是2018年4月当选的米格尔·迪亚斯-卡内尔。
2019年7月13日，古巴第九届全国人民政权代表大会第三次会议通过新的《选举法》，确定古巴将设立国家主席为国家元首，设政府总理为政府首腦。2019年10月10日，埃斯特万·拉索·埃尔南德斯被任命为新一任的古巴国务委员会主席，总理由新任国家主席米格尔·迪亚斯-卡内尔代理，古巴国务委员会主席不再行使国家元首职能，也不再兼任政府首腦。

## 歷任古巴共和国国家元首列表

### 古巴共和国總統（1902年—1959年）
| #                                              | 肖像 | 姓名 （生卒年份）                                    | 所属政党                           | 任期                                                            |
| ---------------------------------------------- | ---- | ---------------------------------------------------- | ---------------------------------- | --------------------------------------------------------------- |
| 古巴共和国总统                                 |      |                                                      |                                    |                                                                 |
| 1                                              |      | 托马斯·埃斯特拉达·帕尔马 （1832—1908）               | 古巴温和党                         | 1902年5月20日—1906年9月28日                                     |
| 美国政府任命总督                               |      |                                                      |                                    |                                                                 |
| —                                              |      | 威廉·霍华德·塔夫脱 （1857—1930）                     | 美国共和党                         | 1906年9月29日—10月13日                                          |
| —                                              |      | 查尔斯·马贡 （1861—1920）                            | 美国共和党                         | 1906年10月13日—1909年1月28日                                    |
| 古巴共和国总统                                 |      |                                                      |                                    |                                                                 |
| 2                                              |      | 何塞·米格尔·戈麦斯 （1858—1921）                     | 古巴自由党                         | 1909年1月28日—1913年5月20日                                     |
| 3                                              |      | 马里奥·加西亚·梅诺卡尔 （1866—1941）                 | 保守党                             | 1913年5月20日—1921年5月20日                                     |
| 4                                              |      | 阿尔弗雷多·萨亚斯 （1861—1934）                      | 古巴自由党                         | 1921年5月20日—1925年5月20日                                     |
| 5                                              |      | 格拉多·马查多 （1871—1939）                          | 古巴自由党                         | 1925年5月20日—1933年8月24日 1933年8月12日                       |
| —                                              |      | 阿尔贝托·埃雷拉·弗兰奇 （1874—1954）                 | 军人                               | 1933年8月12日—8月13日 临时总统                                  |
| —                                              |      | 卡洛斯·曼努埃尔·德·塞斯佩德斯·克萨达 （1871—1939）   | 古巴自由党                         | 1933年8月13日—9月5日 临时总统                                   |
| 古巴临时政府行政委员会（1933年9月5日—9月10日） |      |                                                      |                                    |                                                                 |
| 古巴共和国总统                                 |      |                                                      |                                    |                                                                 |
| 6                                              |      | 拉蒙·格劳·圣马丁 （1887—1969） （第1次）             | 古巴真正革命党                     | 1933年9月10日—1934年1月15日                                     |
| —                                              |      | 卡洛斯·埃维亚·德·洛斯雷耶斯·加维兰 （1900—1964）     | 古巴真正革命党                     | 1934年1月15日—1月18日 临时总统                                  |
| —                                              |      | 曼努埃尔·马尔克斯·斯特林·洛雷特·德莫拉 （1872—1934） | 无党籍                             | 1934年1月18日 临时总统                                          |
| —                                              |      | 卡洛斯·蒙迭塔 （1873—1960）                          | 联盟阵线                           | 1934年1月18日—1935年12月11日 临时总统                           |
| —                                              |      | 何塞·阿格里皮诺·巴尔内特 （1864—1945）               | 联盟阵线                           | 1935年12月11日—1936年5月20日 临时总统                           |
| 7                                              |      | 米格尔·马里亚诺·戈麦斯 （1889—1950）                 | 联盟阵线                           | 1936年5月20日—12月24日                                          |
| 8                                              |      | 费德里科·拉雷多·布鲁 （1875—1946）                   | 联盟阵线                           | 1936年12月24日—1940年10月10日                                   |
| 9                                              |      | 富尔亨西奥·巴蒂斯塔 （1901—1973） （第1次）          | 民主社会主义联盟                   | 1940年10月10日—1944年10月10日                                   |
| （6）                                          |      | 拉蒙·格劳·圣马丁 （1887—1969） （第2次）             | 古巴革命党－真正                   | 1944年10月10日—1948年10月10日                                   |
| 10                                             |      | 卡洛斯·普里奥·索卡拉斯 （1903—1977）                 | 古巴革命党－真正                   | 1948年10月10日—1952年3月10日                                    |
| （9）                                          |      | 富尔亨西奥·巴蒂斯塔 （1901—1973） （第2次）          | 军人 古巴联合行动党 古巴进步行动党 | 1952年3月10日—1955年2月24日 临时总统 1955年2月24日—1959年1月1日 |
| —                                              |      | 安塞尔莫·阿列格罗·米拉 （1899—1961）                 | 古巴革新党                         | 1959年1月1日—1959年1月2日 临时总统                              |
| —                                              |      | 卡洛斯·曼努埃尔·彼德拉 （1895—1988）                 | 无党籍                             | 1959年1月2日—1月3日 临时总统                                    |

### 古巴共和国領導人（1959年至今）
| #                                        | 肖像                        | 姓名 （生卒年份）                    | 所属政党                                                  | 任期                                 | 第一副主席                       |
| ---------------------------------------- | --------------------------- | ------------------------------------ | --------------------------------------------------------- | ------------------------------------ | -------------------------------- |
| 古巴共和国總統（国家元首时期）           |                             |                                      |                                                           |                                      |                                  |
| 11                                       |                             | 曼努埃尔·乌鲁蒂亚·列奥 （1901—1981） | 无党籍                                                    | 1959年1月3日—7月17日                 |                                  |
| 12                                       |                             | 奥斯瓦尔多·托拉多 （1919—1983）      | 人民社会党 统一革命组织 古巴社会主义革命统一党 古巴共產黨 | 1959年7月18日—1976年12月2日          |                                  |
| 古巴共和国国务委员会主席（国家元首时期） |                             |                                      |                                                           |                                      |                                  |
| 1                                        |                             | 菲德尔·卡斯特罗 （1926—2016）        | 古巴共產黨                                                | 1976年12月3日—2008年2月24日          | 勞尔·卡斯特罗 何塞·马查多        |
| —                                        |                             | 勞尔·卡斯特罗 （生於1931年）         | 古巴共產黨                                                | 2006年7月31日—2008年2月24日 代理主席 | 何塞·马查多 米格尔·迪亚斯-卡内尔 |
| 2                                        | 2008年2月24日—2018年4月19日 | 勞尔·卡斯特罗 （生於1931年）         | 古巴共產黨                                                |                                      | 何塞·马查多 米格尔·迪亚斯-卡内尔 |
| 3                                        |                             | 米格尔·迪亚斯-卡内尔 （生於1960年）  | 古巴共產黨                                                | 2018年4月19日—2019年10月10日         | 萨尔瓦多·巴尔德斯·梅萨           |
| 古巴共和国主席（国家元首时期）           |                             |                                      |                                                           |                                      |                                  |
| 1                                        |                             | 米格尔·迪亚斯-卡内尔 （生於1960年）  | 古巴共產黨                                                | 2019年10月10日—现任                  | 萨尔瓦多·巴尔德斯·梅萨           |